# Focus peaking
El Focus Peaking es una asistencia al enfoque manual que resalta (con un color artificial) en el visor electrónico o pantalla de la cámara las zonas enfocadas de la imagen a través del sensor. Usando el focus peaking podremos identificar las zonas bien enfocadas en la imagen.
Es muy útil en cámaras réflex con visores limitados, electrónicos o sin visores. También en cámaras sin espejo, en cuyo caso el enfoque manual se basa en la pantalla o en un visor electrónico, ya que a causa de las carencias de visión es difícil identificar las zonas bien enfocadas con métodos clásicos. Así es posible utilizar el enfoque manual con facilidad y precisión pero sin tener que dejar de visualizar la escena completa como cuando utilizando el modo Live View, por lo que es muy práctico para escenas dinámicas.

## Historia
Existía en los equipos de videograbación profesionales, pero empezó a aparecer en fotografía en 2011, en las cámaras digitales Sony NEX.

## Microcontraste
El focus peaking no detecta las zonas enfocadas ópticamente, sino que detecta el microcontraste, es decir, texturas y detalle fino. Esto es lo que las cámaras sin espejo hacen con sus sistemas de auto foco; enfocan por contraste al no poder basarse en mecanismos de diferencia de fase.
Para detectar zonas enfocadas, la cámara detecta microcontraste (contraste entre píxeles) en la imagen, en este caso, zonas con texturas que crean una diferencia entre los valores de píxeles. Para ello basta con hacer un filtrado de paso alto (FPA) y así detectar detalle en la imagen. El filtro "saltará" si hay detalle (en zonas enfocadas), cuando en zonas sin foco, al estar difuminadas, nunca habrá detalle a nivel de píxel. Aplicando el resultado de este filtrado, se detectarán los bordes de las zonas enfocadas, que es donde se detecta estrictamente el microcontraste, y se descartan las zonas sin foco.

## Desventajas
Puede que, a pesar de señalizar cuales son las zonas que están enfocadas en la imagen, no se identifique con total claridad cual es el plano con mayor foco. El focus peaking está también limitado por la cámara utilizada, ya que puede tener algún error, y no es tan eficiente cuando se trata de cámaras con baja resolución o un sensor pequeño. Si se usa una apertura pequeña para conseguir una gran profundidad de campo, puede que el focus peaking identifique una mayor parte de la imagen como si estuviera enfocada.

## Focus peakingen video
Aunque se ha normalizado, debido a la popularidad de cámaras híbridas, la utilización del focus peaking en la fotografía, al principio se daba en cámaras de video, ya que es necesario que el sensor procese la imagen al momento. Es muy útil en estos casos, ya que permite ver con claridad el cambio de foco mientras se graba, y así saber cuando parar para conseguir el enfoque en el plano deseado.